# WWE Universal Championship

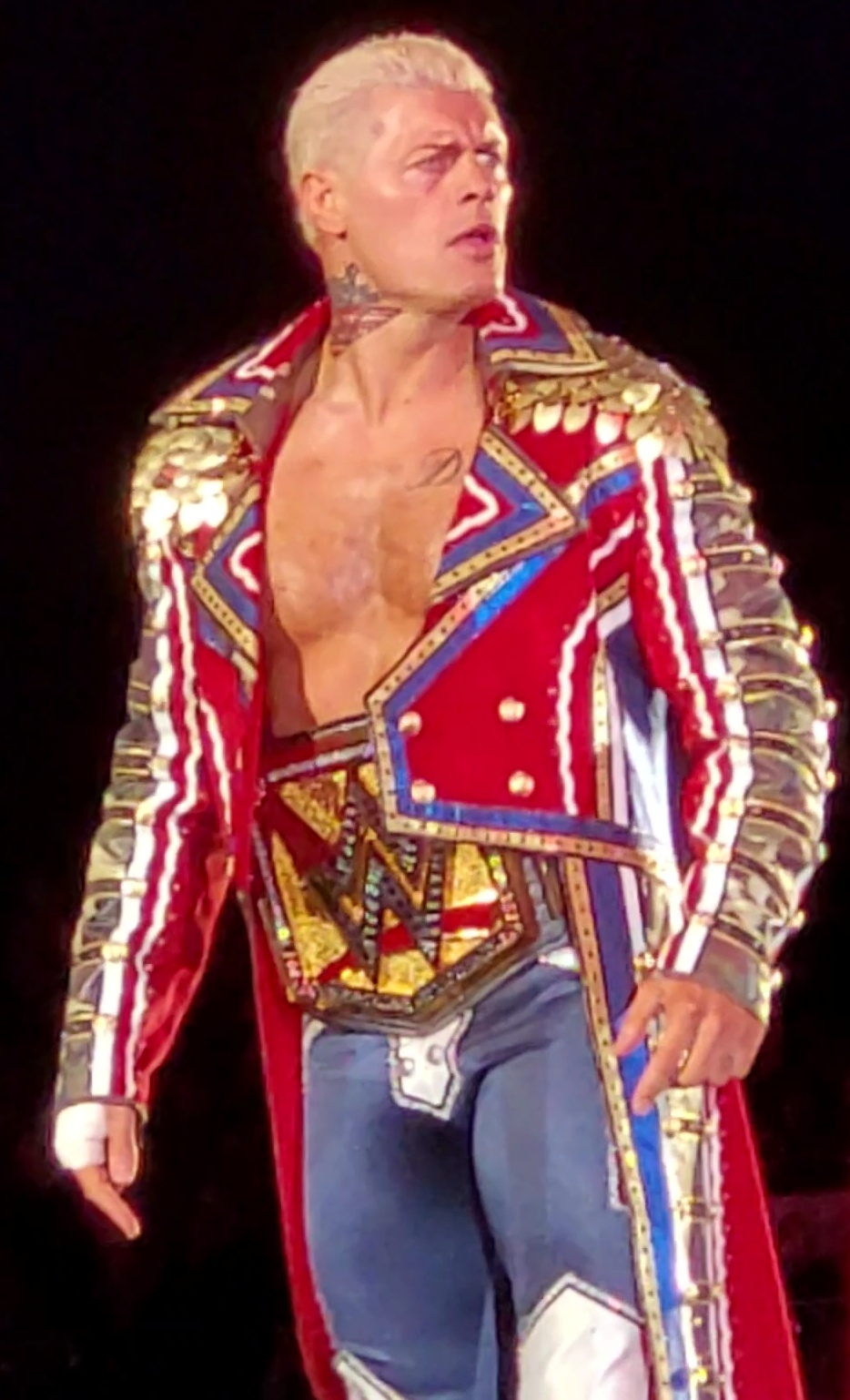
Actualul campion Cody Rhodes, care deține titlul simultan cu cel WWE Championship ca Undisputed WWE Championship.

Roman Reigns cu centura Undisputed WWE Universal Championship (2023-prezent), care reprezintă atât Campionatul Universal, cât și WWE Championship. A devenit campion incontestabil în timpul celei de-a doua posesii a Campionatului Universal, care este cea mai lungă posesie a titlului, cu 1.316 de zile și a patra cea mai lungă posesie de campionat mondial din istoria WWE.

WWE Universal Championship (în română: Campionatul Universal WWE) este titlul suprem de campion din divizia Raw al WWE. Campionatul s-a creat pe 25 iulie 2016 și a fost prezentat la evenimentul SummerSlam de directorul General Mick Foley și comisara Raw Stephanie McMahon. Actualul campion este Cody Rhodes.
Acesta este cel de-al doilea campionat de nivel mondial în cadrul companiei, primul fiind Campionatul Mondial din WWE care aparține brandului SmackDown Live, în afară de a fi una dintre cele cinci campionate pe care compania le-a creat în 2016. Lupta pentru campionat tind să fie regulat, atât în emisiuni săptămânale precum și în cazul pay-per-view (PPV).
Campionatul este o replica de la Campionatul Mondial din WWE, deși cureaua este complet roșie, culoarea reprezintă campionatul exclusiv pentru brandul Raw. Numele campionatului, "Universal", poate fi înțeleasă ca o laudă pentru fanii care sunt numiți ca "WWE Universe".
După Crown Jewel 2019 când Bray Wyatt a cucerit campionatul de la Seth Rollins, titlul Universal a devenit campionatul mondial al SmackDown, cureaua devenind albastră.

## Istoria
Campionatul Universal WWE, a fost anunțat pe 25 iulie 2016, după necesitatea de a avea un campionat mondial pentru brandul Raw, după ce Dean Ambrose a dus Campionatul WWE în brandul SmackDown, lăsând Raw fără un campionat mondial. S-a confirmat că pentru evenimentul, SummerSlam, Seth Rollins îl va întâlni pe Finn Bálor pentru campionat. În cadrul evenimentului, Bálor la învins pe Rollins, devenind astfel primul Campion Universal WWE.

### Lista de campioni
| No. | Luptător               | Deținere | Dată              | Zile  | Event           | Notes | Ref.         |
| --- | ---------------------- | -------- | ----------------- | ----- | --------------- | --- | ------------ |
| 1   | Finn Bálor             | 1        | 21 august 2016    | 1     | SummerSlam      | L-a învins pe Seth Rollins devenind campionul inaugural. | [ 2 ]        |
| —   | Vacantă                | —        | 22 august 2016    | —     | Raw             | A lăsat campionatul vacant din cauza unei accidentari la umăr.. | [ 3 ] [ 4 ]  |
| 2   | Kevin Owens            | 1        | 29 august 2016    | 188   | Raw             | I-a învins pe Seth Rollins, Roman Reigns și Big Cass într-un Fatal 4-Way Elimination Match. | [ 5 ]        |
| 3   | Goldberg               | 1        | 05 martie 2017    | 28    | Fastlane        | Invingandu-l pe Kevin Owens in urma interferentei lui Chris Jericho L-a invins in aproximativ 7 secunde | [ 6 ]        |
| 4   | Brock Lesnar           | 1        | 2 aprilie 2017    | 504   | WrestleMania 33 | A fost un meci impotriva lui Goldberg | [ 7 ]        |
| 5   | Roman Reigns           | 1        | 19 august 2018    | 64    | SummerSlam      | A fost un meci impotriva lui Brock Lesnar | [ 8 ]        |
| —   | Vacantă                | —        | 22 octombrie 2018 | —     | Raw             | A lăsat campionatul vacant după ce a anunțat un diagnostic legitim de leucemie | [ 9 ] [ 10 ] |
| 6   | Brock Lesnar           | 2        | 2 noiembrie 2018  | 156   | Crown Jewel     | L-a învins pe Braun Strowman pentru centura vacantă. |              |
| 7   | Seth Rollins           | 1        | 7 aprilie 2019    | 98    | WrestleMania 35 | L-a invins pe Lesnar dupa ce Brock i-a aplicat un F5 pe podea si l-a aruncat peste masa comentatorilor,Seth reuseste sa intre in ring,Lesnar ii aplica trei Suplex-uri unul dupa altul,iar cand vrea sa îi aplice F5,Rollins se opune,îi aplică trei Stomp-uri si castigă prin pinfall. |              |
| 8   | Brock Lesnar           | 3        | 14 iulie 2019     | 28    | Extreme Rules   | Lesnar a încasat valiza Money in the Bank. |              |
| 9   | Seth Rollins           | 2        | 11 august 2019    | 81    | SummerSlam      | |              |
| 10  | "The Fiend" Bray Wyatt | 1        | 31 octombrie 2019 | 119   | Crown Jewel     | A fost un Falls Count Anywhere match. |              |
| 11  | Goldberg               | 2        | 27 februarie 2020 | 37    | Super ShowDown  | |              |
| 12  | Braun Strowman         | 1        | 4 aprilie 2020    | 150   | WrestleMania 36 | |              |
| 13  | "The Fiend" Bray Wyatt | 2        | 23 august 2020    | 7     | SummerSlam 2020 | A fost un Falls Count Anywhere match. |              |
| 14  | Roman Reigns           | 2        | 30 august 2020    | 1.316 | Payback 2020    | A fost un No Holds Barred Triple Threat match în care a mai participat și Braun Strowman. |              |
| 15  | Cody Rhodes            | 1        | 7 aprilie 2024    | 303+  | WrestleMania XL | Acesta a fost un meci Bloodline Rules în care Reigns a apărat și Campionatul WWE. Rhodes a câștigat titlul ca membru al mărcii Raw și a fost ulterior transferat la SmackDown. Numele titlului incontestabil a devenit Undisputed WWE Championship.                                     |              |

## Legături externe
- „Official Universal Championship Title History”.
- „Wrestling-Titles.com: WWE Universal Championship”.